# Êga
Soeli Garvão Zakrzeski mais conhecida simplesmente como Êga (Medianeira,Paraná, 12 de novembro de 1977), é uma jogadora brasileira de basquetebol. Atua como pivô móvel.

## Carreira

### Seleção Brasileira
Êga fez parte do elenco da Seleção Brasileira de Basquetebol Feminino, nas Olimpíadas de 2008.
Entre 2001 e 2008, atuou em 104 jogos pela seleção brasileira anotando 779 pontos, média de 7,5 pontos por jogo. Conquistou cinco campeonatos sul-americanos (2001, 03, 05, 06 e 08), duas Copas Eletrobrás (2005 e 06) e um Torneio de Nórcia (2005), além de ter sido medalhista de prata nos Jogos Pan-americanos de 2007 e de bronze no Pan de 2003.

## Clubes
| Clube                | Pais | Ano  | Títulos             |
| -------------------- | ---- | ---- | ------------------- |
| Ourinhos             |      | 2000 | Paulista            |
| Ourinhos             |      | 2001 |                     |
| Americana            |      | 2001 | Paulista            |
| Americana            |      | 2002 |                     |
| Americana            |      | 2003 | Paulista e Nacional |
| Americana            |      | 2004 |                     |
| Celta de Vigo        |      | 2005 |                     |
| Ourinhos             |      | 2005 | Paulista e Nacional |
| São Caetano          |      | 2006 |                     |
| Valencienes          |      | 2006 |                     |
| Ensino Porta XI      |      | 2007 |                     |
| Americana            |      | 2007 |                     |
| Mann Filter Zaragoza |      | 2007 |                     |
| Ourinhos             |      | 2008 | Nacional            |
| Catanduva            |      | 2009 | Nacional            |